# Коробов, Леонид Ильич
Леонид Ильич Коробов (23 марта 1918 — 1 июня 1977) — советский хозяйственный, государственный и политический деятель.

## Биография
Родился в 1918 году в Жиздре. Член КПСС с года.
С 1933 года — на хозяйственной, общественной и политической работе: ученик электромонтера, электромонтер-диспетчер Московского электродного завода, курсант-краснофлотец учебного отряда подплава, стажер-практикант на ПЛ Л-16, инструктор-штурманский электрик учебного отряда подплава, оперуполномоченный ОО НКВД — ОКР СМЕРШ по 2-й бригаде ПЛ, старший оперуполномоченный ОКР СМЕРШ по ТОФ, по 5-му отряду кораблей, 2-го отделения ОКР СМЕРШ по ТОФ, в центральном аппарате КГБ СССР, заместитель начальника 14-го отдела, 13-го отдела, 8-го отдела, 7-го отдела 2-го Главного управления КГБ СССР, Председатель КГБ при СМ Туркменской ССР, начальник Управления «Н» 2-го Главного управления КГБ.
Избирался депутатом Верховного Совета СССР 7-го и 8-го созывов.
Умер в Москве в 1977 году.